# Taran Armstrong
Taran Armstrong, né le 15 janvier 2002 à Burnie en Australie, est un joueur australien de basket-ball évoluant aux postes de meneur et arrière. Il mesure 1,95 m.

## Biographie

### Warriors de Golden State (depuis février 2025)
En février 2025, il signe un contrat two-way en faveur des Warriors de Golden State.

### Palmarès et distinctions personnelles

#### Universitaires
- Second-team All-WAC (2023)
- WAC Freshman of the Year (2022)